# Kolarstwo artystyczne

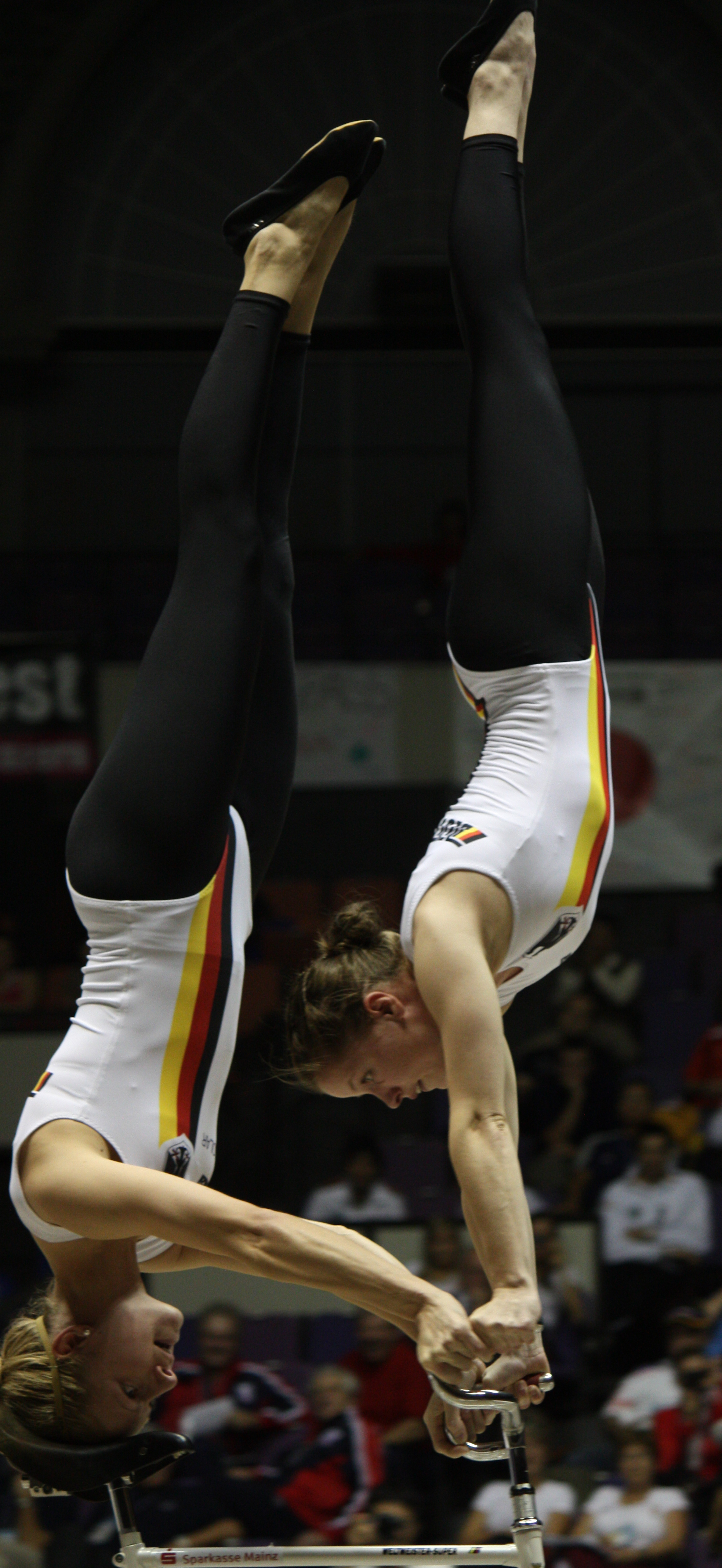
Katrin Schultheis i Sandra Sprinkmeier na mistrzostwach świata w Kagoshima w Japonii (2011)

Kolarstwo artystyczne – dyscyplina kolarska.
Występy artystyczne odbywają się indywidualnie, w parach oraz w zespołach 4- i 6-osobowych. Pokazy trwają 6 minut i są oceniane przez specjalne jury, podobnie jak w łyżwiarstwie artystycznym. Podobnie jak w łyżwiarstwie pokazy składają się z części obowiązkowej i „jazdy dowolnej”. W odróżnieniu od łyżwiarstwa zawody w parach i zespołach odbywają się osobno w parach i grupach czysto męskich i czysto kobiecych, ze względu na atletyczny charakter wykonywanych ewolucji. Jazda w parach odbywa się z użyciem jednego roweru. W pokazach czteroosobowych uczestniczą czterej zawodnicy i dwa rowery, zaś w pokazach sześcioosobowych cztery rowery.